# Campeonato Sudamericano de Voleibol Masculino Sub-23
El Campeonato Sudamericano de Voleibol Femenino Sub-23 es un torneo de voleibol femenino. Es organizado por la Confederación Sudamericana de Voleibol y el país anfitrión y está dirigido a las selecciones nacionales que integren jugadoras con un máximo de 23 años de edad.

## Historial
| N.º | Año  | Sede      |        |           |          |
| --- | ---- | --------- | ------ | --------- | -------- |
| I   | 2014 | Saquarema | Brasil | Argentina | Chile    |
| II  | 2016 | Cartagena | Brasil | Argentina | Colombia |

## Medallero
- Actualizado hasta Brasil 2014

| Núm. | País      | Oro | Plata | Bronce | Total |
| ---- | --------- | --- | ----- | ------ | ----- |
| 1    | Brasil    | 2   | 0     | 0      | 2     |
| 2    | Argentina | 0   | 2     | 0      | 2     |
| 3    | Chile     | 0   | 0     | 1      | 1     |
| 4    | Colombia  | 0   | 0     | 1      | 1     |
|      | TOTAL     | 2   | 2     | 2      | 6     |

## MVPpor edición
- 2014 –  Brasil - Douglas Souza